# مشهور (فیلم)
مشهور (انگلیسی: Famous) یک فیلم دلهره‌آور آمریکایی به کارگردانی جودی هیل و به نویسندگی چاد هاج است. این فیلم بر پایهٔ رمان منتشرشده با همین نام در سال ۲۰۱۰ اثر بلیک کراوچ ساخته می‌شود. در این فیلم زک افران، فیبی داینور، نیکولاس براون، دبی رایان، کوری مایکل اسمیت و بیل پولمن به ایفای نقش می‌پردازند.

## بازیگران
- زک افران در نقش لَنس دانکویست / جیمز جانسن
- فیبی داینور
- نیکولاس براون
- استفانی کونیک
- دبی رایان
- مکی لیپر
- کوری مایکل اسمیت
- دنیل زوواتو
- بیل پولمن

## تولید
این فیلم در فوریهٔ ۲۰۲۴ معرفی شد و چاد هاج فیلم‌نامهٔ آن را بر پایهٔ رمانی با همین نام به نویسندگی بلیک کراوچ اقتباس کرده است. سم اسماعیل به همراه چاد همیلتون از طریق کمپانی اسماعیل کورپ تهیه‌کنندهٔ فیلم خواهد بود و شرکت بلک بِر مسئولیت فروش بین‌المللی را بر عهده دارد.
زک افران در این فیلم دو نقش ایفا می‌کند: یکی در قالب بازیگر هالیوودی جیمز جانسن و دیگری در نقش هوادار پرشور و شبیه به او، لَنس دانکویست. در سپتامبر ۲۰۲۴، فیبی داینور به جمع بازیگران پیوست. در نوامبر همان سال، نیکولاس براون، استفانی کونیک، دبی رایان، مکی لیپر و کوری مایکل اسمیت به پروژه ملحق شدند و در دسامبر نیز دنیل زوواتو و بیل پولمن به گروه بازیگری اضافه شدند.

### فیلم‌برداری
فیلم‌برداری اصلی از ۳۰ اکتبر ۲۰۲۴ در آتلانتا، جورجیا، ایالت متحده آغاز شد و انتظار می‌رفت تا ۱۷ دسامبر ادامه داشته باشد.

## انتشار
در ژوئیهٔ ۲۰۲۴، ای۲۴ به‌عنوان توزیع‌کنندهٔ داخلی به پروژه پیوست.